# طرخشقون هندي
طرخشقون هندي (باللاتينية: Taraxacum indicum) هو نوع نباتي يتبع جنس الطرخشقون من القبيلة الشيكورية.